# TV Lafaiete
TV Lafaiete é uma emissora de televisão brasileira sediada em Conselheiro Lafaiete, no estado de Minas Gerais. Opera nos canais 38 UHF analógico e 14 UHF digital e retransmite a programação da Rede Minas, além de gerar programas locais.

## História
A TV Lafaiete  iniciou suas operações em 19 de setembro de 1992, data que também é o aniversário de sua cidade-sede, Conselheiro Lafaiete.
Em 1993 a TV Lafaiete produziu sua minissérie "A Árvore do Encanto", dando inicio a um ciclo de produções em teledramaturgia.
Em 1998 a TV Lafaiete inaugurou sua nova e moderna sede na Praça do Cristo Redentor. No local existem estúdios, ilhas de edição, auditório e sistema de transmissão. 
No mesmo ano, a emissora inaugurou sua primeira sucursal em Barbacena, dando inicio à expansão de seus sinais.
Em dezembro de 2016, a TV Lafaiete passou a transmitir com a programação da TV Cultura.
Atualmente a TV Lafaiete tem sua programação transmitida em sinal aberto para diversas cidades da região central de Minas Gerais, sendo também retransmitida através de televisão a cabo e ainda via internet para todo o planeta.

## Sinal digital
| Canal virtual | Canal digital | Resolução de tela | Programação                                       |
| ------------- | ------------- | ----------------- | ------------------------------------------------- |
| 14.1          | 14 UHF        | 1080i             | Programação principal da TV Lafaiete / TV Cultura |

Transição para o sinal digital
Com base no decreto federal de transição das emissoras de TV brasileiras do sinal analógico para o digital, a TV Lafaiete, bem como as outras emissoras de Conselheiro Lafaiete, cessou suas transmissões pelo canal 38 UHF em 31 de dezembro de 2023, seguindo o cronograma oficial da ANATEL.